# Johann Georg Dittrich

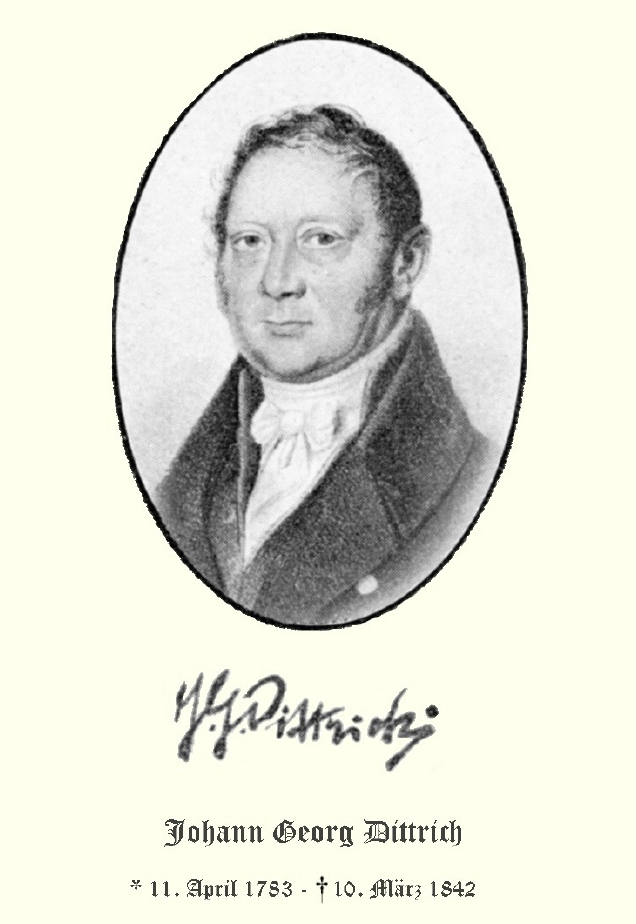
Johann Georg Dittrich

Johann Georg Dittrich (* 11. April 1783 in Gotha; † 10. März 1842 in Gotha) war ein deutscher Pomologe und Koch.

## Leben
Er begann zunächst als Lehrling in der Hofküche von Gotha und ging nach seiner Ausbildung als Koch nach Kopenhagen, Hamburg und Schwerin. Als die Engländer 1807 Kopenhagen überfielen, wurde er Leutnant bei den dänischen reitenden Jägern, wo er am Arm verletzt wurde. Noch nach der Kapitulation von Kopenhagen war er mit Depeschen von der Insel Møn unterwegs. 1809 bereiste er Schweden und kehrte nach Gotha zurück, wo er Hofküchenmeister für die Herzogsfamilie Sachsen-Gotha-Altenburg wurde.
Sein bedeutendstes Werk sind aber seine Bücher über den Obstbau. Er erklärte eine Methode, kräftige Obstbäume aufzuziehen, und veranlasste dadurch einen Aufschwung der deutschen Obstbaumzucht. In seinem Systematischen Handbuch der Obstkunde (Jena 1835–43, 3 Bde.), das ein Auszug aus August Friedrich Adrian Diels Werken ist, vereinigte er alle bis 1836 bekannten Obstsorten und brachte das schon sehr reiche Material in systematische Ordnung. Die von ihm eingeführten Methoden waren noch in den 1920er Jahren Grundlagen des Obstanbaus.
Er war Mitglied zahlreicher Vereinigungen, die sich mit Gartenbau beschäftigten. So bezeichnet er sich selbst im systematischen Handbuch als „Küchenmeister bei Ihrer Hoheit, der verwitweten Frau Herzogin von Sachsen Gotha und Altenburg, der königlich Preußischen Landesculturgeselltschaft zu Arnsberg in Westphalen, des Vereins für Gartenbau und Feldwirthschaft zu Coburg und des Obstbauvereins in der Oberlausitz Ehrenmitgliede, correspondierendem Mitgliede des Vereins für Blumenstil und Gartenbau zu Weimar, Mitglied des Thüringer Gartenbauverein“.
Dittrich starb als Hofküchenmeister 1842 in Gotha.

## Werke
Viele seiner Bücher erschienen im Verlag Friedrich Mauke in Jena.
- Systematischen Handbuch der Obstkunde Digitalisat Band I Digitalisat Band II Digitalisat Band III
- Praktisches Universal-Kochbuch: enthaltend 1327 Recepte für die feine und bürgerliche Küche, Gotha 1828
- Steinobstfrüchte, Mauke, 1837
- Kernobstfrüchte, Mauke, 1839
- Die vollkommene obstbaumschule: oder, Grundliche anleitung zur erziehung der obstbäume in allen arten und formen, Mauke, 1839
- Deutsches Obstcabinet